# Tadasuni
Tadasuni település Olaszországban, Szardínia régióban, Oristano megyében. Lakosainak száma 137 fő (2023. január 1.). Tadasuni Ardauli, Boroneddu, Ghilarza és Sorradile községekkel határos.

## Népesség
A település lakossága az elmúlt években az alábbi módon változott:
| Lakosok száma | 152  | 146  | 137  |
|               | 2017 | 2018 | 2023 |